# Сан-Бернардино (Калифорния)
Сан-Бернарди́но (англ. San Bernardino) — город на юго-западе США в штате Калифорния, к востоку от Лос-Анджелеса, центр округа Сан-Бернардино, Калифорния. 
Примерное число населения города составляло на 2006 год 205100 человек. 
В 2013 году численность составляла по оценкам 213708 человек. 
На 2006-й год Сан-Бернардино был 18-м по величине городом штата Калифорния, и 101-м по величине городом США.. Сан-Бернардино является частью т. н. «Внутренней империи» (англ. Inland Empire) — территории, объединяющей в себе старейшие города штата — Риверсайд, Сан-Бернардино и Онтарио, а также их муниципальные территории.

## История
Город Сан-Бернардино во многом обязан своим происхождением самой долине Сан-Бернардино, где он и находится. В долине находятся источники горячей и холодной воды, на что указывает формация горной породы.

### Испанский и мексиканский период
Город Сан-Бернардино — одно из старейших поселений в штате Калифорния. Названный так в честь св. Бернардина Сиенского 20 мая 1810 г., Сан-Бернардино не был густонаселенным городом до 1851 года, времени после так называемого Завоевания Калифорнии "Conquest of California"

### Основание города переселенцами-мормонами
Первой англо-американской колонией был посёлок переселенцев на Запад США, входящих в религиозное сообщество мормонов, которые позднее, в 1857 году, уехали во время Ютской войны. 
В том же 1857 году поселению был официально присвоен статус города. Вскоре после этого Сан-Бернардино становится важным транспортно-торговым узлом штата Калифорния.

### Выселение индейцев юхавиатам
Местное население региона долины Сан-Бернардино и окрестных гор сразу было названо переселенцами-выходцами из Испании серрано (исп. serranos — горцы; живущие в горах). Серрано жили неподалёку от места, сегодня называемого Большим Медвежьим Озером, и назывались юхавиатам, что означало «люди сосны». В 1866 году, для расчистки места для переселенцев и золотоискателей, военизированные соединения населения штата организовали 32-дневную кампанию по вытеснению юхавиатам из этих мест. Лидер племени Сантос Мануэль увёл своё племя из исконных земель проживания к подножию Сан-Бернардинских гор, в деревенскую зону. 
В 1891 году правительство США основало в этой зоне племенную резервацию, которую назвали в честь Сантоса Мануэля.
В 1883 году была создана Южно-калифорнийская железная дорога — тогда основной способ связи между Лос-Анджелесом и остальным миром. Вторая мировая война принесла району военную авиабазу «Нортон». 

### XX век
В 1948 году братья МакДональды основали фирму по производству фастфуда и назвали её в свою честь — McDonald’s. 
В 1977 году город был награждён премией «All-America City Award» (с англ. — «Всеамериканский город») присуждаемой Национальной гражданской лигой, которую неофициально называют «Нобелевской премией за конструктивное гражданство» и которая выдается за активную гражданскую позицию жителей некорпоративных сообществ Соединённых Штатов в жизни местного самоуправления. 
В 1980 году случился большой пожар, названный the Panorama Fire, который уничтожил 284 жилых дома. 
В самом конце XX века военную авиабазу «Нортон» закрыли, создав на её месте международный аэропорт Сан-Бернардино.

## География
Согласно Бюро переписи населения США, город имеет общую площадь 153,5 км², из которых 152,3 км² занимает суша и 1,1 км², или 0,74 %, является вода.

## Климат
| Таблица температурных колебаний (сред. и рекорд.) |      |      |      |      |      |      |      |     |      |      |      |      |         |
| Месяц                                             | Янв  | Фев  | Мар  | Апр  | Май  | Июнь | Июль | Авг | Сен  | Окт  | Ноя  | Дек  | Годовая |
| Абс. макс. °C                                     | 34   | 34   | 36   | 39   | 44   | 44   | 47   | 47  | 47   | 44   | 37   | 34   | 47      |
| Средн. макс.°C                                    | 17   | 19   | 20   | 22   | 25   | 33   | 39   | 39  | 32   | 27   | 22   | 18   | 24      |
| Средн. мин. °C                                    | 1    | 2    | 5    | 8    | 10   | 12   | 16   | 16  | 14   | 10   | 6    | 3    | 8       |
| Абс. мин. °C                                      | -8   | -6   | -3   | -7   | 2    | 4    | 7    | 6   | 2    | -2   | -4   | -8   | -8      |
| Кол-во осадков (мм)                               | 87.5 | 92.5 | 82.0 | 23.3 | 10.3 | 2.3  | 1.0  | 5.5 | 10.3 | 17.8 | 30.0 | 48.5 | 410.8   |

## Инфраструктура

### Дороги и шоссе
Сан-Бернардино обладает развитой структурой внутренних и внешних дорог и шоссе, включая в себя главные транспортные артерии, несколько частных улиц, трасс государственного значения и междугородных хайвеев.
Основными улицами являются (с севера на юг, с запада): Meridian Avenue, Mount Vernon Avenue, E Street, Arrowhead Avenue, Sierra Way, Waterman Avenue, Tippecanoe Avenue, Del Rosa Avenue, Sterling Avenue, Arden Avenue, Victoria Avenue, Palm Avenue, and Boulder Street; east west streets, from the north): Northpark Boulevard, Kendall Avenue, 40th Street, Marshall Boulevard, 30th Street, Highland Avenue, Base Line (Street), 9th Street, 5th Street, 2nd Street, Rialto Avenue, Mill Street, Orange Show Road, и Hospitality Lane.
Государственные хайвеи:
- California State Route 18 (Waterman Avenue);
- California State Route 66 (5th Street);
- California State Route 206 (Kendall Avenue).

Бесплатные дороги:
- Interstate 10 (California) (San Bernardino Freeway);
- California State Route 210 (Foothill Freeway\Martin A. Matich Freeway);
- Interstate 215 (California) (I-215);
- California State Route 259 (State Route 259);
- California State Route 330 (City Creek Freeway).

## Города-побратимы
У города есть одиннадцать городов-побратимов, согласно данным организации Sister Cities International и администрации мэра города:
| - Коян, Южная Корея; - Герцлия, Израиль; - Ифе, Нигерия; - Кигали, Руанда; - Мехикали, Мексика; - Рохас, Филиппины; | - Татикава, Япония; - Тауранга, Новая Зеландия; - Вильяэрмоса, Мексика; - Юйшу, Китай; - Заволжье, Нижегородская область, Россия. |